# Елбаши
Елбаши — село в Искитимском районе Новосибирской области. Входит в состав Тальменского сельсовета.

## География
Площадь села — 98 гектар
Основано в 1756 году.

## Население
| 1996 | 2002 | 2007 | 2010 |
| ---- | ---- | ---- | ---- |
| 402  | ↘347 | ↗383 | ↘270 |

## Инфраструктура
В селе по данным на 2007 год функционируют 1 учреждение здравоохранения и 1 учреждение образования.